# Doesjel
Doesjel is een Belgisch bier.
Het bier wordt gebrouwen in Geuzestekerij 3 Fonteinen te Beersel.
Doesjel is een lambiek met een alcoholpercentage van 6%. Het is een menging van jonge en oude lambiek (samengesteld uit 1-, 2- en 3-jarige lambiek, gerijpt op eiken vaten. Het woord “doesjel” betekent “indommelen” in het plaatselijke dialect en verwijst naar het niet hergisten van het bier in de fles.
Lambiek is door het Vlaams Centrum voor Agro- en Visserijmarketing (VLAM) erkend als streekproduct. Lambiek is ook een door de Europese Unie beschermd label of Gegarandeerde traditionele specialiteit (GTS).